# Teofilius Matulionis
Le bienheureux Teofilius Matulionis, né le 22 juin 1873 à Kudoriškis (ouïezd de Wiłkomierz du gouvernement de Kowno dans l'Empire russe, de nos jours en Lituanie) et mort le 20 août 1962 à Šeduva (R.S.S. de Lituanie), est un archevêque catholique lituanien, à la tête du diocèse de Kaišiadorys, victime de la persécution religieuse en URSS. Le 1er décembre 2016, le pape François lui reconnaît le titre de martyr. Sa béatification fut célébrée le 25 juin 2017.

## Biographie
Teofilius Matulionis est né dans une famille paysanne dont la « foi catholique est profonde » du village de Kudoriškis, dans la partie lituanienne de l'Empire russe. Il fait ses études secondaires à Daugavpils (Lettonie) puis fréquente le séminaire et l'Académie catholique impériale de Saint-Pétersbourg avant d'être ordonné prêtre le 4 mars 1900. À partir de 1912, il est vicaire de la paroisse du Sacré-Cœur de Saint-Pétersbourg. 
Après la révolution russe de 1917, les églises sont fermées les unes après les autres et leurs biens confisqués. Le 10 mars 1923, Teofilius Matulionis est arrêté à Moscou avec un groupe de prêtres catholiques, et condamnés à trois ans de prison. Libéré en 1925, il se retrouve, du fait de l'absence de prêtres - beaucoup sont en prison -, chargé de sept paroisses de Saint-Pétersbourg. Il est nommé en 1927 évêque auxiliaire de Mahiliow et évêque titulaire de Matrega (de) et reçoit dans la clandestinité l'ordination épiscopale le 9 février 1929 des mains de l'évêque Anton Malecki. Il est arrêté dès le 24 novembre 1929 et, sans qu'il y ait procès, condamné l'année suivante à dix ans de goulag sur les îles Solovki. 
La Lituanie ayant retrouvé son indépendance le 16 février 1918, elle négocie avec la Russie des échanges de prisonniers. Le 19 octobre 1933, l’évêque Matulionis, avec 10 prêtres et 3 laïcs, retourne  à Kaunas. Il se rend à Rome où il rencontre le pape Pie XI le 24 mars 1934. Puis il visite des paroisses lituaniennes aux États-Unis de 1934 à 1936. De retour en Lituanie, Il est aumônier des moniales Bénédictines de Kaunas et des forces armées lituaniennes. Le 9 janvier 1943, pendant l'occupation allemande, il est nommé évêque de Kaišiadorys.
Après avoir bombardé Kaišiadorys, l'Armée rouge l'occupe le 13 juillet 1944. L’évêque Matulionis écrit un long mémorandum aux autorités soviétiques détaillant les difficultés rencontrées par l’Église catholique dans son ministère pastoral. Le 21 février 1946, les évêques se réunissent à Kaunas, et préparent une lettre pastorale encourageant le peuple à prier et à travailler pour la gloire de Dieu et le bien de la société. La lettre est interdite de publication et l'évêque de nouveau arrêté et condamné à sept ans de détention à la prison de Vladimir près de Moscou. 
Matulionis est libéré en 1956, à l'âge de 83 ans, malade et exténué. Le 15 décembre 1957 pour assurer sa succession à la tête du diocèse de Kaišiadorys, il confère dans le secret l'ordination épiscopale à Vincentas Sladkevičius. En mesure de rétorsion, il est assigné à résidence à Šeduva, loin de son siège épiscopal. Le 9 février 1962, le pape Jean XXIII élève, à titre personnel, Teofilius Matulionis à la dignité d'archevêque. Il meurt à Šeduva, à 89 ans, le 20 août suivant, empoisonné par la police secrète soviétique. 
Ses restes mortels reposent dans la cathédrale de la Transfiguration de Kaišiadorys (lt).

## Béatification
La cause pour la béatification et canonisation de Teofilius Matulionis est introduite le 2 avril 1990 à Kaišiadorys pour l'enquête diocésaine. Celle-ci s'est clôturée en 2008. Et le dossier est transmis au Saint-Siège pour y être étudiée par la Congrégation pour les causes des saints. Le 1er décembre 2016, le pape François attribue à Teofilius Matulionis le titre de martyr et signe le décret de béatification.
Mgr Matulionis est ainsi le premier martyr lituanien. Il a été béatifié le 25 juin 2017 à Vilnius, en Lituanie, première cérémonie de béatification se déroulant dans le pays.

## Succession apostolique
Teofilius Matulionis a ordonné les évêques suivants :
- Cardinal Vincentas Sladkevičius, M.I.C. (1957)

### Sources
- Matulionis.info
- Pranas Gaida, L'Immortel archevêque Théophile Matulionis [PDF]
- Teofilius Matulionis